# 足利貞数
足利 貞数（あしかが さだかず、生没年不詳）は、鎌倉時代中期の武士。
鎌倉幕府の有力御家人・足利家氏の子で、母は星名（保科）守隆女。兄弟に斯波氏（足利尾張家）を継いだ宗家、後の石橋氏の祖となった義利がいる。｢貞｣字は執権・北条貞時からの偏諱。大板次郎と称したことから大板貞数とも記される。